# Gruczoł złożony
Gruczoł złożony – gruczoł składający się z większej liczby gruczołów rozgałęzionych, których przewody uchodzą do wspólnego przewodu wyprowadzającego.
Gruczoły złożone, podobnie jak gruczoły proste i gruczoły rozgałęzione możemy podzielić na:
- pęcherzykowe
- cewkowe
- cewkowo-pęcherzykowe